# 盘州站
盘州站（规划及建设阶段称盘县站）位于中华人民共和国贵州省六盘水市盘州市两河乡冯家庄村，是沪昆客运专线上的高铁站，于2016年12月28日启用，由成都铁路局贵阳车务段管辖。

## 車站周邊
- 镇胜高速公路

## 歷史
- 2016年12月28日正式启用。
- 2017年2月11日上午8时，盘州站设备出现故障，导致沪昆高速铁路上多趟列车晚点。该故障于当天上午10时08分被排除[8]。

## 外部連結
- 中国铁路客户服务中心（页面存档备份，存于）